# Marianne Lederer

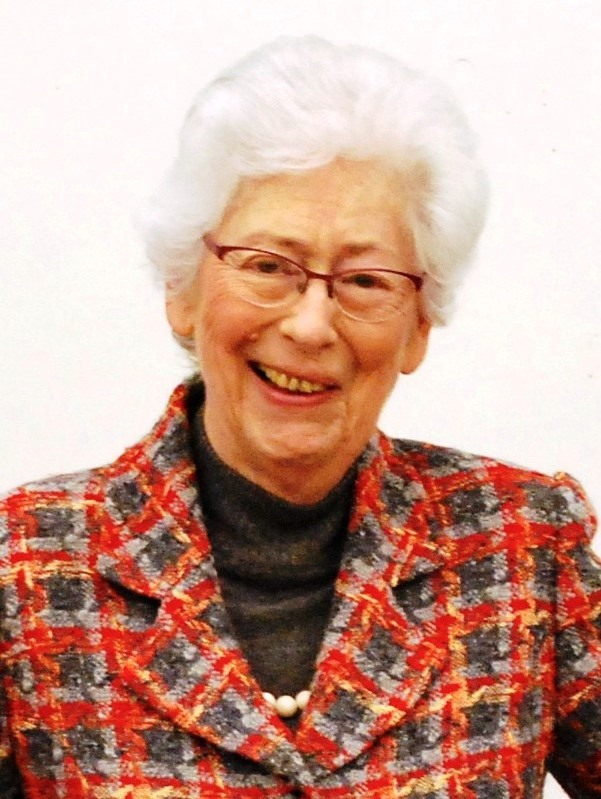
Marianne Lederer

Marianne Lederer (* 1934) ist eine französische Übersetzungswissenschaftlerin.

## Leben
Marianne Lederer wurde 1934 geboren. Seit 1960 ist sie Mitglied der AIIC und seit 1979 Professor an der Universität Paris III - Sorbonne Nouvelle. 10 Jahre lang war sie Direktorin der ESIT (École supérieure d’interprètes et de traducteurs). 1981 legte sie ihre Habilschrift La traduction simultanée - Fondements théoriques ab.
Lederer gehört zu den Vertretern der sogenannten Pariser Schule. Zusammen mit der Translationswissenschaftlerin Danica Seleskovitch entwickelte sie die Theorie des Sinns, die später auch als Interpretive Theory of Translation bekannt wurde. Ziel war es, den Übersetzungsprozess näher zu beschreiben. Die Theorie ging von der Beobachtung des mündlichen Übersetzens (Dolmetschen) aus, dehnte sich jedoch rasch auch auf das schriftliche Übersetzen aus.
Sie unterstreicht die wichtige Rolle der aus dem „bagage cognitif“, dem Wissens- und Erfahrungsfundus des Übersetzers, entnommenen außersprachlichen Kenntnisse, sowie der Berücksichtigung von Kontext und Situation für das Verständnis einer Aussage.
Dieser Theorie zufolge, die heute auch von der Kognitionswissenschaft bestätigt wird, verschwinden die sprachlichen Zeichen zum großen Teil, sobald die (mündliche oder schriftliche) Aussage verstanden wurde; Danica Seleskovitch  nennt dieses (in der einsprachigen Kommunikation allgegenwärtige) Phänomen die „Deverbalisierung“. So kann sich der Dolmetscher wie auch der Übersetzer vom Einfluss der Ausgangssprache befreien und das Gesagte in seiner Sprache auf idiomatische Weise zum Ausdruck bringen.
Gemeinsam verfassten Marianne Leder und Danica Seleskovitch eine Vielzahl von Publikationen.
Marianne Lederer erhielt 2002 den Danica-Seleskovitch-Preis.

## Publikationen (Auswahl)
- La traduction simultanée - Fondements théoriques. Minard Lettres Modernes, Paris 1981
- Etudes traductologiques. Minard Lettres Modernes, Paris 1990 (dir.)
- La traduction aujourd'hui - le modèle interprétatif. Hachette, Paris 1994. Nouvelle édition revue et corrigée. Minard Lettres Modernes, Caen 2006
- Interpréter pour Traduire. Les Belles Lettres, Paris 2014 (5e édition revue et corrigée, en collab. avec D. Seleskovitch)
- Pédagogie raisonnée de l'interprétation. Coédition Office des Communautés européennes (OPOCE) et Didier Erudition, Luxembourg / Bruxelles / Paris 2001 (2e édition revue et augmentée; en collab. avec D. Seleskovitch)